# OperaBackup
OperaBackup es una utilidad creada con la finalidad de hacer copias de seguridad del navegador Opera realizada por Cjcr-Software.
Este software nació por la necesidad de muchos usuarios de este navegador de poder hacer una copia de seguridad o backup del contenido de su navegador (Favoritos, Contraseñas, Notas, etc). Este software, además incluye la posibilidad de restaurar la copia de seguridad usando el mismo programa, entre otras muchas funciones.

## Historia
OperaBackup se empezó a realizar el 1 de agosto de 2009, y se publicó la primera versión alpha el 8 de septiembre del mismo año.
Desde entonces, el apoyo de la comunidad de Opera ha sido constante, muchos usuarios aplaudieron la iniciativa de Cjcr, creador de este programa.
Muchos usuarios hicieron aportes, como los iconos del programa, o dieron nuevas ideas y aportes, como traducciones.

## Shareware
Quizás, la peor noticia que ha recibido este programa... El 12 de marzo de 2010, Cjcr-Software decidió hacer una edición de pago, con varias funciones extra que su versión gratuita no tenía. El precio inicial fue de 8.90 Eur, un precio simbólico, pero que no todo el mundo estaba dispuesto a pagar. Las limitaciones de la edición gratuita cada vez eran mayores, llegando al punto de que con la edición gratuita ya no se podía restaurar la copia de seguridad sino se pagaba por una licencia.
Más tarde, para la versión 1.9 se eliminó esta limitación, pudiendo hacer y restaurar una copia de seguridad con la edición gratuita.

## Idiomas disponibles
OperaBackup ha sido traducido a varios idiomas, como:
- Español

- Inglés

- Catalán

- Ruso

- Francés

- Neerlandés

- etc.